# Posttrein

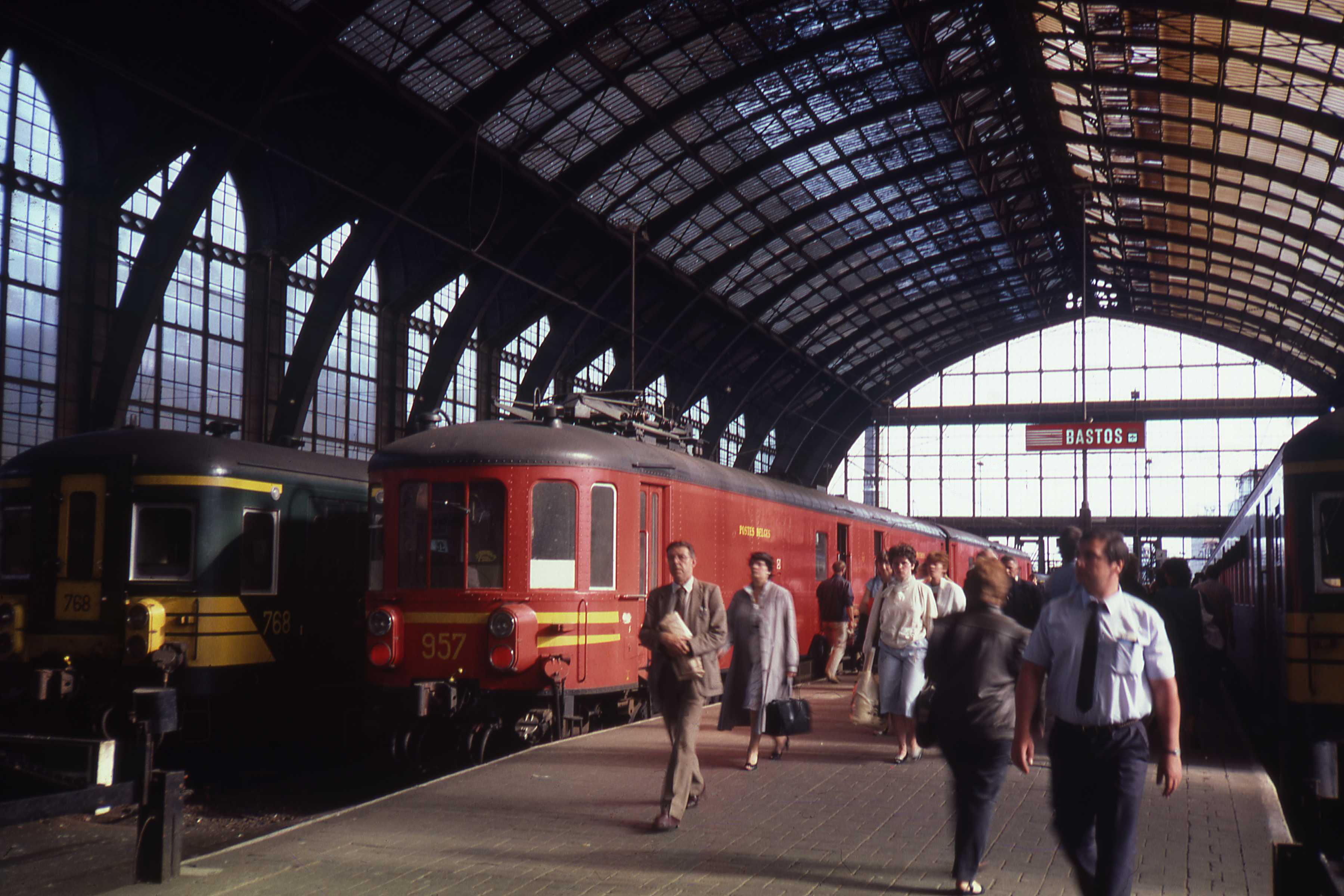
Een posttrein op station Antwerpen-Centraal in 1985

Een posttrein is een trein die (voornamelijk) post vervoert. Soms werd aan boord van de trein ook post gesorteerd, en in dat geval spreekt men wel van een spoorwegpostkantoor.
In Nederland en België is lange tijd post per trein vervoerd, zowel in postafdelingen van reizigerstreinen als in aparte posttreinen.
Verschillende spoorwegmaatschappijen hadden spoorwegmaterieel dat speciaal was gebouwd voor de posterijen. Voorbeelden zijn:
- de Motorposten (eigendom PTT, ingezet voor postvervoer bij de Nederlandse Spoorwegen tussen 1965 en 1997)
- de TGV postal (hogesnelheidstreinen van La Poste, 1984-2015)